# Matronae Mahalinehae
Die Mahalinehae oder auch Mahlinehae sind Matronen die inschriftlich durch drei Votivsteine aus Köln und Benzelrath aus dem 2./3. Jahrhundert überliefert sind.

## Inschriften
In dieser 1883 am Deutzer Rheinufer unter Bauschutt gefundenen fragmentierten Weihinschrift als unterer Teil eines Altars sind die Mahalinehae neben dem einheimischen Gott Hercules Magusanus und göttlichen Wesen wie den Genius loci zusammen mit den Matronae Abirenae vergesellschaftet.

„Pro sa[l(ute) d(omini) n(ostri) ?] / [Herc]uli Magusan[o Ma/tron ?]is Abirenibu[s et] / [Sil]vano et Genio [loc(i)] / [Dia]ne Mahal[ineis] / [Vic]torie Mercu[rio] / [cete]risque dis dea[bus] / [om]nibus. Similini[us) / [- - -]nus vered(arius) [et] / [- - -]stis Dirmes[us?] [vetera]nus item cu[rat(or)] / [n(umeri) Brito]num cum [ - - -]“

Die zweite Kölner Inschrift wurde 1843 am „Gereonshof“ in der nordwestlichen Innenstadt gefunden.

„Matronis / Mahlinehis / Tib(erius) Claudius / Taticenus / v(otum) s(olvit) l(ibens) m(erito)“

Im ehemaligen Benzelrather Braunkohletagebau „Wachtberg I“ wurde der Altarstein um 1934 gefunden, dessen Dedikanten (Stifter) fünf einheimische, romanisierte Geschwister waren mit zum Teil germanischen (ubischen) Namen („Lellua, Fervesa“) dessen fünftes folglich „Quintus“ hieß. Der Stein zeigt auf den Schmalseiten Dekore: rechts eine Gruppierung aus Füllhorn, Steuerruder und die Weltkugel mit zwei Gradkreisen. Die linke Seite zeigt einen kleinen dreibeinigen (Opfer-)Tisch mit einem Kästchen in Sicht von oben, auf dem Kästchen ist ein Teller mit angerichteten Früchten.

„Matronis / Mahlinehis / Viponi Vitalis / Lellua Candidus / Fervesa Quintus / l(ibentes) m(erito).“

## Beiname und Deutung
Der Beiname zeigt neben der häufigen Endung auf -nehae den germanischen Stamm *maþala für die „Versammlung- und Versammlungsstätte“ oder „Gerichtsstätte, Gerichtsrede“ (deutsch veraltet: Mahlstatt zu althochdeutsch mahal). Dieser Stamm ist ein häufiges Element in der Bildung von Ortsnamen im westfränkischen Siedlungs/Herrschaftsraum (resp. die belgischen Orte Hermalle-sous-Huy, Flémalle, Momalle) sowie im Namen von Detmold und Personennamen wie im Beleg des Mallobaudes und Mallovendus. Des Weiteren weist die Form das Element -in- auf, dass eine Gruppe von weiteren germanischen Matronenbeinamen zeigen, die von einem Orts- oder Stellennamen abgeleitet sind (resp. Fachinehae, Textumeihae, Austriahenae). Rudolf Simek stellt den Beinamen daher zum römerzeitlichen rekonstruierten Ortsnamen *Mahlinium dem heutigen Mechelen. Sprachliche Besonderheit hat der Beiname da der Lautwandel des Konsonanten þ zu h für die Zeit der Matroneninschriften (2. bis 3. Jahrhundert) ohne Vergleich steht entgegen den späteren (vor)althochdeutschen Belegen.
Der Name ist als „Göttinen der Thing oder Gerichtsstätte“ deutbar.